# Parco nazionale di Nechisar
Il parco nazionale del Nechisar (o Nech Sar, dall'amarico ነጭ ሣር, nätsch sar, cioè «erba bianca») è uno dei quindici parchi nazionali dell'Etiopia.

## Geografia
Si trova nella Regione delle Nazioni, Nazionalità e Popoli del Sud, appena ad est della città di Arba Minch. I 514 km² della sua superficie comprendono il cosiddetto Ponte di Dio, un istmo tra i laghi Abaya e Chamo, e la pianura del Nechisar che si estende ad est dei due laghi.

## Fauna
Tra gli abitanti del parco ricordiamo l'alcelafo, la zebra delle steppe, la gazzella di Grant, i dik-dik e il kudù maggiore. Una sezione della costa nord-occidentale del lago Chamo è conosciuta come il «mercato dei coccodrilli», a causa delle centinaia di coccodrilli che si crogiolano al sole.

## Popolazione
I Koorete - chiamati anche Kore o Amaro -, che vivono sui monti Amaro ad est del parco, praticano un po' di agricoltura nel parco, ma non vi si sono stabiliti. I Guji-Oromo, invece, allevatori di bestiame, vivono nel parco con le loro numerose mandrie.

## Storia
La creazione di questo parco nazionale venne proposta nel 1967, ma esso fu istituito ufficialmente soltanto nel 1974. La sua creazione non è mai stata dichiarata legalmente, ma l'area protetta viene gestita come un parco nazionale a tutti gli effetti. Nel 1982 i Guji vennero allontanati con la forza dall'area, perché la loro presenza veniva vista come una minaccia per il parco. Il malcontento creatosi in seguito a questa espulsione li ha portati ad un persistente atteggiamento negativo nei confronti dell'area protetta. Dopo il crollo del Derg al governo, nel 1991, i Guji tornarono nuovamente nella zona. A partire dalla metà degli anni '90 le autorità del parco, con il sostegno dell'Unione Europea, presero in esame l'idea di reinsediare i Guji e i Koorete all'interno del parco affinché se ne prendessero cura e venissero impiegati nel turismo. Nel 2004 la direzione del Nechisar venne assunta dalla fondazione olandese Africa Parks. Nello stesso anno, i guardiaparco e la polizia bruciarono centinaia di abitazioni temporanee dei Guji. Nel 2008 l'Africa Parks ha abbandonato la direzione a causa delle difficoltà con i locali e delle polemiche scaturite in seguito al reinsediamento dei Guji nel parco.